# Marie Mané
Pour les articles homonymes, voir Mané.
Marie Mané est une joueuse française de basket-ball, née le 12 décembre 1995 à La Rochelle en Charente-Maritime. Elle évolue aux postes d'arrière et ailière.

## Biographie
À l'été 2012, elle remporte l'or puis l'année suivante l'argent au Championnat d'Europe de basket-ball féminin des 18 ans et moins.
Revenant sur sa première saison, elle explique sa venue à Toulouse par l'adhésion au projet du coach Jérôme Fournier de faire jouer et progresser de jeunes joueuses et la possibilité de concilier ses études de STAPS en résidant dans une ville universitaire. Adroite à trois points, elle se fait aussi remarquer de l'autre côté du terrain : « J'ai toujours aimé défendre. »
Avec Équipe de France U20, elle remporte l'or face à l'Espagne en juillet 2014.
Après une saison 2014-2015 décevante à Toulouse (7,3 points, 2,5 rebonds et 1,6 interception pour 5,8 d'évaluation en 28 minutes) où sa bonne défense a été remise en cause, elle signe fin avril 2015 pour deux ans à Angers. Son nouveau coach David Girandière explique sa venue : « Marie était déjà venue faire des essais chez nous lors de son départ de Bourges, c’est quelqu’un qui avait vécu avec nous pendant 2 jours, que je voulais récupérer à ce moment-là mais on était dans une situation un peu compliquée pour cela. On était au moment du Final 4 de Ligue 2 avec aucune certitude de monter en LFB alors que Marie souhaitait jouer quoi qu’il arrive en première division donc l’opportunité qu’elle a eue d’aller à Toulouse était la meilleure pour elle. C’est donc en quelque sorte une suite logique par rapport à ce que je voulais mettre en place ».
Après une saison blanche en 2018-2019, elle signe en LFB à Saint-Amand.
Dans le Hainaut, elle tourne à 7,1 points à 35,5 % de réussite aux tirs (41 % à 2-points, 30 % à 3-points), 2,2 rebonds, 2,4 passes décisives pour une évaluation moyenne de 6,3 en 26 minutes de jeu. Pour la saison 2020-2021, elle s'engage avec Nantes Rezé. Le club relégué, elle s'engage avec Landerneau Bretagne Basket, mais est blessée avant le début de la saison.
En juin 2023, elle désignée pour être porte-drapeau de la délégation française aux Jeux européens à Cracovie, où elle remporte la médaille d'argent en 3x3.

## Clubs
- 2007-2010 :  Puilboreau
- 2010-2013 :  Tango Bourges
- 2013-2015 :  Toulouse MB
- 2015-2017 :  Union féminine Angers Basket 49
- 2017-2018 :  Basket Lattes-Montpellier
- 2019-2020 :  Saint-Amand HB
- 2020-2021 :  Nantes-Rezé Basket
- 2021-2023 :  Landerneau BB
- Juil.-nov. 2024 :  Stade rochelais
- Nov. 2024- :  CDB Saragosse

## Palmarès
- Médaille d'argent au Championnat d'Europe des moins de 20 ans 2015[13]
- Médaille d'or au Championnat d'Europe de basket-ball féminin 2014 des 20 ans et moins[4]
- Médaillée d'or au Championnat d'Europe de basket-ball féminin des 18 ans et moins 2012[2]
- Médaillée d'argent au Championnat d'Europe de basket-ball féminin des 18 ans et moins 2013[2]
- Médaille d'or des Jeux de la Francophonie 2017[14]
- Vainqueur des Jeux méditerranéens de 2018
- Médaille d'or à la Coupe d’Europe de basket-ball 3×3 2022
- Médaille d'argent aux Jeux européens de 2023